# Carmelo Fernández
Carmelo Fernández Páez (Guama, Yaracuy, 30 de junio de 1809-Caracas, 9 de febrero de 1887) fue un ingeniero, militar, dibujante, litógrafo y acuarelista venezolano.

## Biografía
Fueron sus padres el español José María Fernández y Luisa María Páez Herrera, hermana del prócer y expresidente venezolano José Antonio Páez. Al ser sobrino del general Páez, se familiarizó desde niño con los hechos y la presencia de los protagonistas de las guerras de independencia hispanoamericanas. Estudió dibujo y acuarela con el capitán francés Lessabe en Caracas entre 1821 y 1823, y ese año se embarcó a Nueva York para estudiar artes plásticas, ciudad donde recibió lecciones de Mariano Velásquez de la Cadena, y de Pinistre. Al volver a Venezuela en 1827 estudió matemáticas y dibujo topográfico en la Comandancia de Ingenieros de Puerto Cabello, y más tarde prestó servicio militar en Bogotá y Cartagena de Indias. Durante este periodo participó en la expedición punitiva al mando de Daniel Florencio O'Leary que salió hacia Antioquia para reprimir la revuelta del general José María Córdova contra la dictadura de Simón Bolívar.

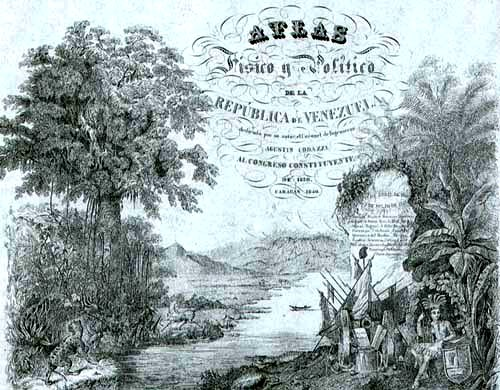
Portada del "Atlas físico y político de Venezuela", de Agustín Codazzi. Dibujo de Carmelo Fernández, grabado por Thierry, París, 1840.

Después de la desintegración de la Gran Colombia fue invitado por el geógrafo italiano Agustín Codazzi para participar en el levantamiento del mapa de Venezuela, trabajo que duró entre 1833 y 1839, y en el cual pintó las miniaturas y grabados de la obra, así como parte del mapa de la república. Viajó con Codazzi a París en 1840 para supervisar la impresión de los mapas en la litografía de Tierry Frères, donde fue publicado el Atlas físico y político de la República de Venezuela. En esa misma fecha elaboró algunos de los dibujos para el Resumen de la historia de Venezuela  de Rafael María Baralt y Ramón Díaz.
Carmelo Fernández participó también en la comisión corográfica hecha en Colombia, en donde plasmó muchas de las características de diversas regiones.
En 1842 el gobierno venezolano lo nombró parte integrante de la comisión encargada de repatriar desde Santa Marta los restos mortales de Bolívar, evento que fue consignado por Fernández en una veintena de dibujos. Varios de ellos fueron litografiados por Torvaldo Aagard, Müller y Stapler en 1844.
Debido a la fuerte enemistad entre Páez y José Tadeo Monagas, y la persecución de este contra los amigos y colaboradores de Páez, hubo de salir al exilio en 1849 a la Nueva Granada. En 1850 pasó a ser uno de los integrantes de la Comisión Corográfica junto con Codazzi por recomendación de este último, siendo su misión ilustrar las descripciones que hiciera el historiador Manuel Ancízar. Fue, según la crítica, el más calificado de los tres pintores que participaron en la comisión, pues Fernández combinaba en ella sus condiciones de miniaturista y de acuarelista topográfico. Las láminas que realizó durante el proyecto corográfico y cuyo número ascienden a treinta, están divididas temáticamente en paisajes de fenómenos naturales, sitios de importancia histórica y arqueológica, vías de comunicación, razas, tipos y costumbres. Abandonó su trabajo de ilustrador de la comisión en 1852 por varias discrepancias con los miembros que conformaban la misma, regresando a su natal Venezuela.
Al poco tiempo de regresar, viajó a Francia a perfeccionar su arte. Permaneció allí unos años hasta regresar a Caracas para desenvolverse como director del Instituto de Bellas Artes de la ciudad, papel que desempeñó hasta su muerte en 1887. Entre 1870 y 1873 realizó una serie de paisajes zulianos en la técnica de temple sobre papel. También decoró la casa de Páez en Valencia, diseñó la Plaza Bolívar de Maracaibo y el Fortín Solano de Puerto Cabello.
Su obra más conocida es el retrato de Bolívar, elaborado en 1873, siendo esta la efigie que aparece en la moneda nacional venezolana. Carmelo Fernández Páez tuvo tres hijos, los dos primeros llamados Aureliano Antonio y Francisco, hijos de su primera esposa, Eumelia Sosi, y el tercero llamado Carlos Enrique Fernández, hijo de María de la Merced León Árraga.

## Galería de obras

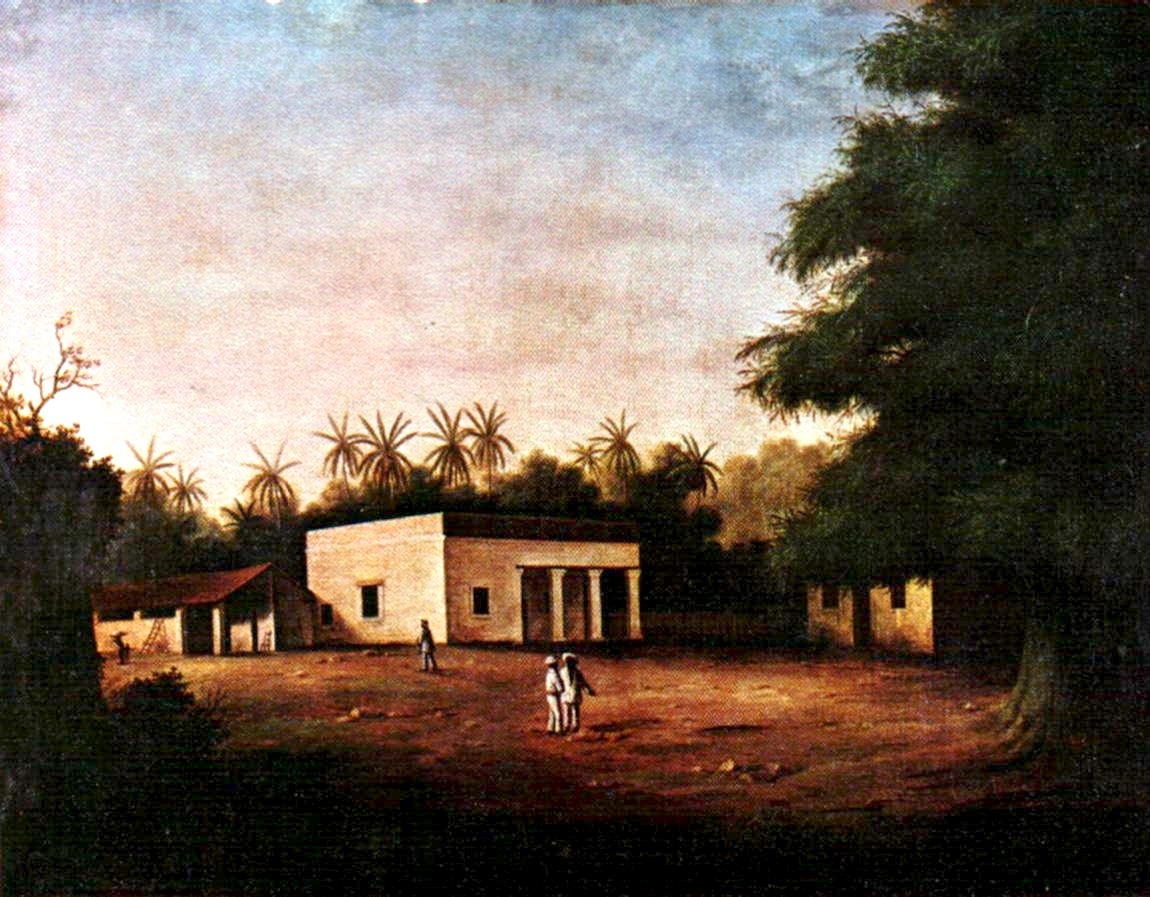
Quinta San Pedro Alejandrino. 1848. Óleo sobre tela
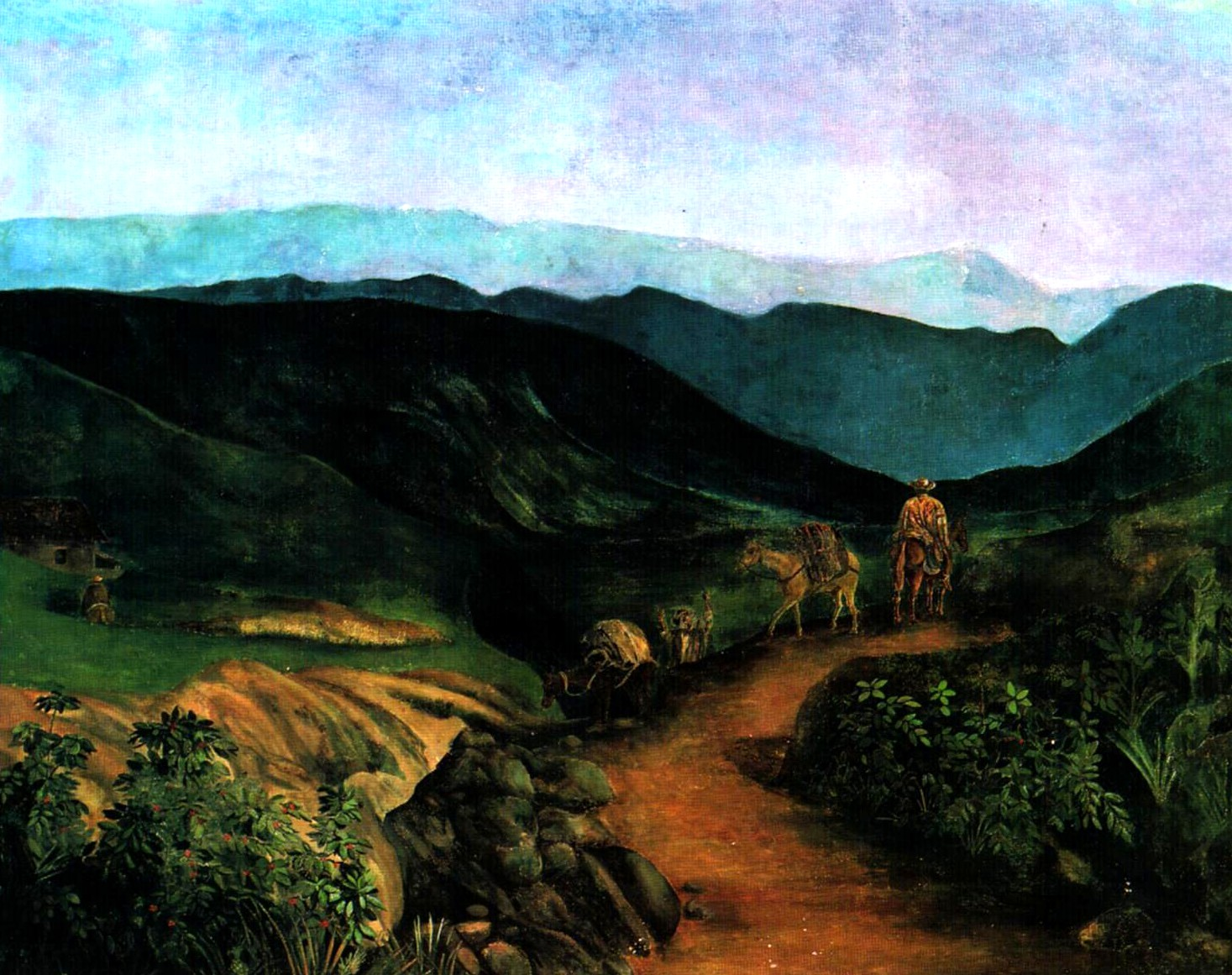
Los Andes. Témpera sobre papel. 180 x 143 cm. Colección de la Gobernación del Zulia.
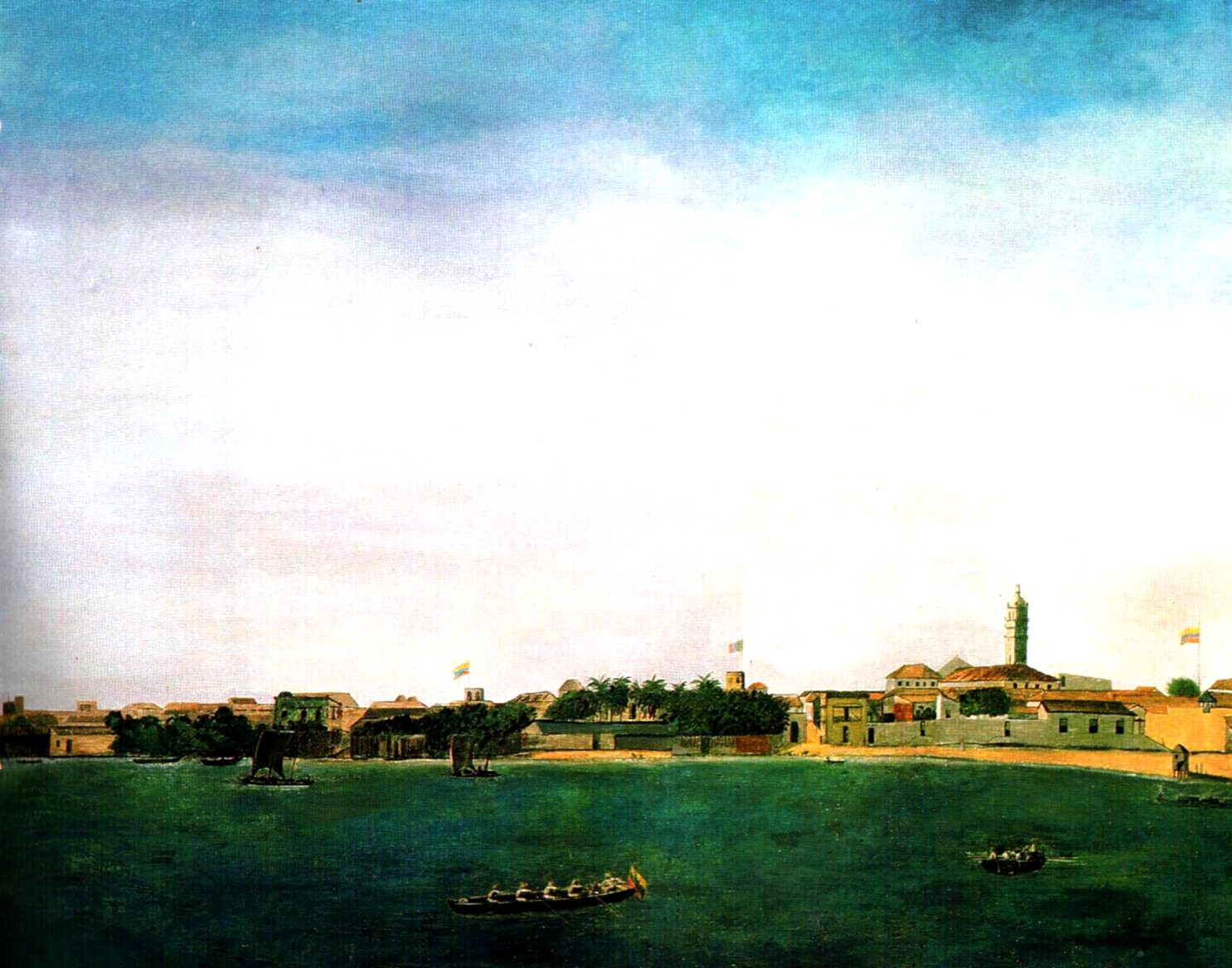
El lago. Témpera sobre papel. 180 x 143 cm. Colección de la Gobernación del Zulia.
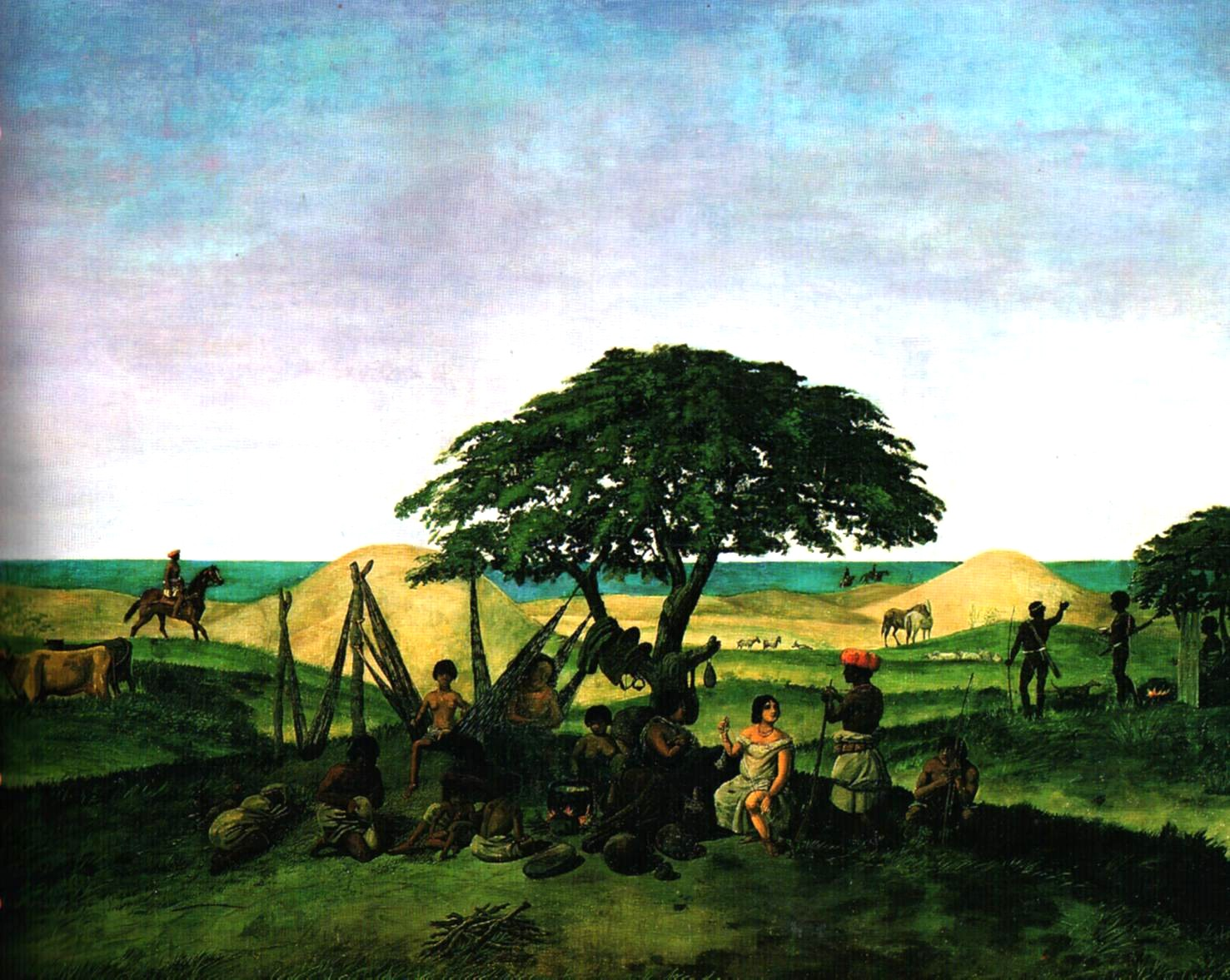
Campamento guajiro. 180 x 143 cm. Colección de la Gobernación del Estado Zulia.
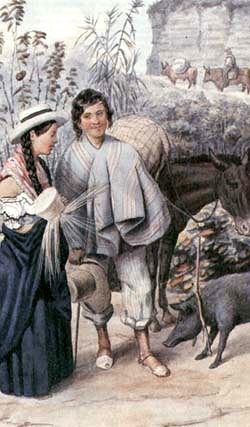
Arriero y tejedora de sombreros de Vélez. 1850. Acuarela. Biblioteca Nacional, Bogotá.
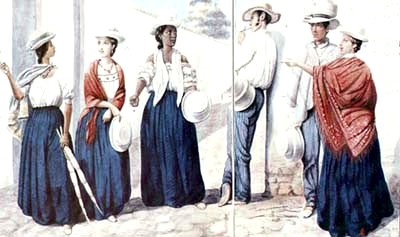
Tejedoras y mercaderes de sombreros de nacuma en Bucaramanga. 1850 Acuarela. Biblioteca Nacional, Bogotá.
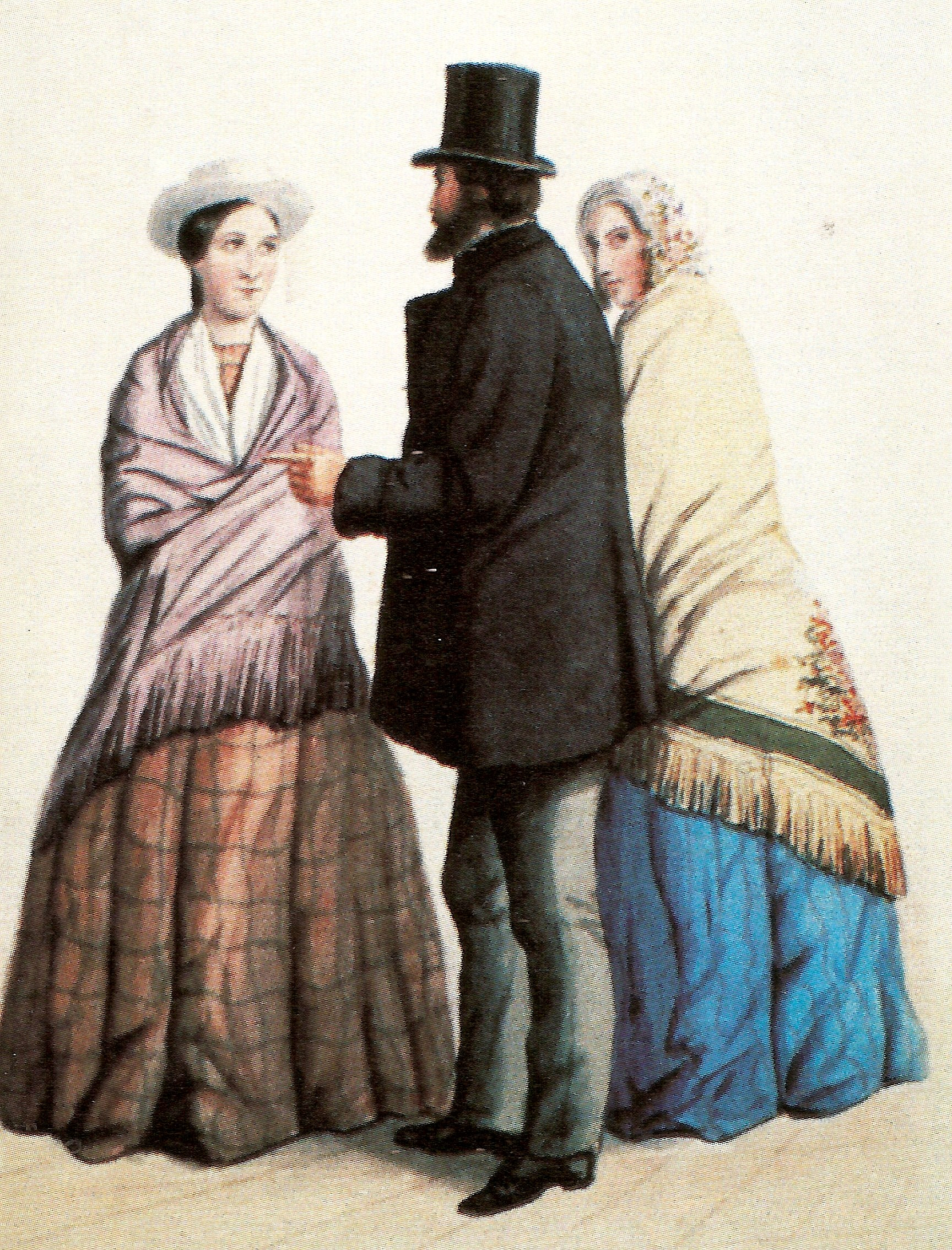
Notables de la capital. 1851. Acuarela. Biblioteca Nacional, Bogotá.
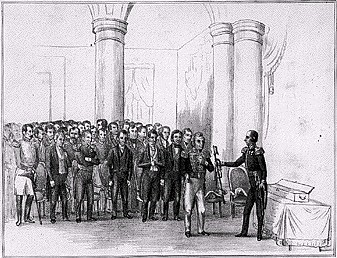
Páez recibe la espada que le otorga la nación 1843. Litografía sobre papel. Colección Fundación John Boulton. Caracas.